# Lignon (Ardèche)
Der Lignon ist ein Fluss in Frankreich, der im Département Ardèche in der Region Auvergne-Rhône-Alpes, verläuft. Er entspringt in den Cevennen, nahe der Skistation La Croix de Bauzon, im Gemeindegebiet von La Souche, im Regionalen Naturpark Monts d’Ardèche. Der Lignon entwässert anfangs Richtung Ost, dreht dann auf Nordost, fließt bei Jaujac durch enge, vulkanisch geprägte Basaltschluchten und mündet nach rund 21 Kilometern knapp oberhalb von Pont-de-Labeaume als rechter Nebenfluss in die Ardèche.
Nicht zu verwechseln mit den beiden gleichnamigen Flüssen Lignon du Forez und Lignon du Velay, die in die Loire einmünden!

## Orte am Fluss
- La Souche
- Jaujac